# المدرسة العليا لعلوم وتقنيات الصحة بصفاقس
المدرسة العليا لعلوم وتقنيات الصحة بصفاقس هي إحدى المؤسسات التعليمية التابعة لجامعة صفاقس، وهي تحت الإشراف المشترك بين وزارتي التعليم العالي والبحث العلمي والتكنولوجيا من جهة ووزارة الصحة العمومية من جهة ثانية. وطبقا لإحصائيات السنة الدراسية 2007-2008 يبلغ عدد طلبتها 625 طالبا من بينهم 526 طالبة.